# Gare de Chocques
Gare de Chocques vasútállomás Franciaországban, Chocques településen.

## Vasútvonalak
Az állomást az alábbi vasútvonalak érintik:
- Arras–Dunkirk-vasútvonal

## Kapcsolódó állomások
A vasútállomáshoz az alábbi állomások vannak a legközelebb:
- Gare de Lillers
- Gare de Fouquereuil